# Lista de comandantes da Aeronáutica do Brasil
Esta é uma lista de comandantes da Aeronáutica do Brasil.
Com a criação do Ministério da Defesa, em 10 de junho de 1999, pela lei complementar nº 97 de 9 de junho de 1999, as Forças Armadas deixaram de ter status de Ministério e passaram a ser subordinadas ao Ministro de Estado da Defesa. A organização responsável pela gestão da Aeronáutica passou a ser denominada Comando da Aeronáutica e seu chefe, sem status de ministro, passou a ser denominado Comandante da Aeronáutica.

## 3ªe4ªRepúblicas
| Nº | Nome                                       | Início                 | Fim                    | Presidente           |
| -- | ------------------------------------------ | ---------------------- | ---------------------- | -------------------- |
| 1  | Joaquim Pedro Salgado Filho                | 20 de janeiro de 1941  | 29 de outubro de 1945  | Getúlio Vargas       |
| 2  | Armando Figueira Trompowsky de Almeida     | 30 de outubro de 1945  | 31 de janeiro de 1946  | José Linhares        |
| 2  | Armando Figueira Trompowsky de Almeida     | 31 de janeiro de 1946  | 31 de janeiro de 1951  | Eurico Gaspar Dutra  |
| 3  | Nero Moura                                 | 31 de janeiro de 1951  | 18 de agosto de 1954   | Getúlio Vargas       |
| 4  | Epaminondas Gomes dos Santos               | 18 de agosto de 1954   | 24 de agosto de 1954   | Getúlio Vargas       |
| 5  | Eduardo Gomes                              | 24 de agosto de 1954   | 8 de novembro de 1955  | Café Filho           |
| 5  | Eduardo Gomes                              | 8 de novembro de 1955  | 11 de novembro de 1955 | Carlos Luz           |
| 6  | Vasco Alves Seco                           | 11 de novembro de 1955 | 31 de janeiro de 1956  | Nereu Ramos          |
| 6  | Vasco Alves Seco                           | 31 de janeiro de 1956  | 20 de março de 1956    | Juscelino Kubitschek |
| 7  | Henrique Fleiuss                           | 20 de março de 1956    | 30 de julho de 1957    | Juscelino Kubitschek |
| 8  | Francisco de Assis Correia de Melo         | 30 de julho de 1957    | 31 de janeiro de 1961  | Juscelino Kubitschek |
| 9  | Gabriel Grün Moss                          | 31 de janeiro de 1961  | 25 de agosto de 1961   | Jânio Quadros        |
| 10 | Clóvis Monteiro Travassos                  | 25 de agosto de 1961   | 7 de setembro de 1961  | Ranieri Mazzilli     |
| 10 | Clóvis Monteiro Travassos                  | 7 de setembro de 1961  | 18 de setembro de 1962 | João Goulart         |
| 11 | Reinaldo Joaquim Ribeiro de Carvalho Filho | 18 de setembro de 1962 | 15 de junho de 1963    | João Goulart         |
| 12 | Anísio Botelho                             | 15 de junho de 1963    | 31 de março de 1964    | João Goulart         |

## Governo militar(5ª República)
| Nº | Nome                               | Início                 | Fim                    | Presidente            |
| -- | ---------------------------------- | ---------------------- | ---------------------- | --------------------- |
| 13 | Francisco de Assis Correia de Melo | 4 de abril de 1964     | 15 de abril de 1964    | Ranieri Mazzilli      |
| 14 | Nélson Freire Lavanère-Wanderley   | 20 de abril de 1964    | 15 de dezembro de 1964 | Castelo Branco        |
| 15 | Márcio de Sousa Melo               | 15 de dezembro de 1964 | 11 de janeiro de 1965  | Castelo Branco        |
| 16 | Eduardo Gomes                      | 11 de janeiro de 1965  | 15 de março de 1967    | Castelo Branco        |
| 17 | Márcio de Sousa Melo               | 15 de março de 1967    | 31 de agosto de 1969   | Costa e Silva         |
| 17 | Márcio de Sousa Melo               | 31 de agosto de 1969   | 30 de outubro de 1969  | Junta militar de 1969 |
| 17 | Márcio de Sousa Melo               | 30 de outubro de 1969  | 29 de novembro de 1971 | Emílio Médici         |
| 18 | Joelmir Campos de Araripe Macedo   | 15 de março de 1971    | 15 de março de 1974    | Emílio Médici         |
| 18 | Joelmir Campos de Araripe Macedo   | 15 de março de 1974    | 15 de março de 1979    | Ernesto Geisel        |
| 19 | Délio Jardim de Matos              | 15 de março de 1979    | 15 de março de 1985    | João Figueiredo       |

## Nova República(6ª República)
| Nº                        | Nome                              | Início                 | Fim                     | Presidente                |
| ------------------------- | --------------------------------- | ---------------------- | ----------------------- | ------------------------- |
| 20                        | Octávio Júlio Moreira Lima        | 15 de março de 1985    | 15 de março de 1990     | José Sarney               |
| 21                        | Sócrates da Costa Monteiro        | 15 de março de 1990    | 1 de outubro de 1992    | Fernando Collor           |
| 22                        | Lélio Viana Lobo                  | 6 de outubro de 1992   | 31 de dezembro de 1994  | Itamar Franco             |
| 23                        | Mauro José Miranda Gandra         | 1 de janeiro de 1995   | 20 de novembro de 1995  | Fernando Henrique Cardoso |
| 24                        | Lélio Viana Lobo                  | 20 de novembro de 1995 | 4 de janeiro de 1999    | Fernando Henrique Cardoso |
| 25                        | Walter Werner Bräuer              | 4 de janeiro de 1999   | 10 de junho de 1999     | Fernando Henrique Cardoso |
| Comandante da Aeronáutica |                                   |                        |                         |                           |
| —                         | Walter Werner Bräuer              | 10 de junho de 1999    | 21 de dezembro de 1999  | Fernando Henrique Cardoso |
| 26                        | Carlos de Almeida Baptista        | 21 de dezembro de 1999 | 31 de dezembro de 2002  | Fernando Henrique Cardoso |
| 27                        | Luiz Carlos da Silva Bueno        | 1 de janeiro de 2003   | 28 de fevereiro de 2007 | Luiz Inácio Lula da Silva |
| 28                        | Juniti Saito                      | 1 de março de 2007     | 31 de dezembro de 2010  | Luiz Inácio Lula da Silva |
| 28                        | Juniti Saito                      | 1 de janeiro de 2011   | 30 de janeiro de 2015   | Dilma Rousseff            |
| 29                        | Nivaldo Rossato                   | 30 de janeiro de 2015  | 31 de agosto de 2016    | Dilma Rousseff            |
| 29                        | Nivaldo Rossato                   | 31 de agosto de 2016   | 4 de janeiro de 2019    | Michel Temer              |
| 30                        | Antonio Carlos Moretti Bermudez   | 4 de janeiro de 2019   | 12 de abril de 2021     | Jair Bolsonaro            |
| 31                        | Carlos de Almeida Baptista Júnior | 12 de abril de 2021    | 2 de janeiro de 2023    | Jair Bolsonaro            |
| 32                        | Marcelo Kanitz Damasceno          | 2 de janeiro de 2023   | —                       | Luiz Inácio Lula da Silva |